# Consell Interdepartamental de Recerca i Innovació Tecnològica
CIRIT són les sigles del Consell Interdepartamental de Recerca i Innovació Tecnològica, organisme públic creat el 1980 per la Generalitat de Catalunya per a coordinar de les diverses activitats i projectes dels departaments de la Generalitat en els camps de la recerca científica i de la innovació tecnològica a Catalunya, així com elaborar la proposta del Pla de recerca i innovació de Catalunya. El seu primer vicepresident fou Gabriel Ferraté i Pascual, i rep el suport de l'IEC.
La direcció del CIRIT és a mans del president de la Generalitat de Catalunya i incorpora tres vicepresidències, ocupades actualment pel conseller d'Innovació, Universitats i Empresa, la consellera de Salut i el conseller d'Agricultura, Alimentació i Acció Rural. Funciona en ple o bé amb una comissió permanent.